# سيرغي كوفاليف (ملاكم)
سيرغي كوفاليف (بالروسية: Ковалёв, Сергей Александрович) مواليد 2 أبريل 1983 في كوبيسك، الجمهورية الروسية السوفيتية الاتحادية الاشتراكية، هو ملاكم روسي يصنف ضمن فئة وزن خفيف الثقيل. حقق بطولة رابطة الملاكمة العالمية وبطولة الاتحاد الدولي للملاكمة وبطولة منظمة الملاكمة العالمية.

## إحصائيات
خاض خلال مسيرته 37 نزالا، فاز في 33 وتعادل في 1 ولم يخسر. فاز بالضربة القاضية في28 نزالا.

## روابط خارجية
- سيرغي كوفاليف على موقع بوكس ريك (الإنجليزية) (registration required)